# Seznam kulturních památek ve Slaném
Tento seznam nemovitých kulturních památek ve městě Slaný v okrese Kladno vychází z  Ústředního seznamu kulturních památek ČR, který na základě zákona č. 20/1987 Sb., o státní památkové péči, vede Národní památkový ústav jako ústřední organizace státní památkové péče. Údaje jsou průběžně upřesňovány, přesto mohou obsahovat i řadu věcných a formálních chyb a nepřesností či být neaktuální. 
Pokud byly některé části dotčeného území vyčleněny do samostatných seznamů, měly by být odkazy na tyto dílčí seznamy uvedeny v úvodu tohoto seznamu nebo v úvodu příslušné sekce seznamu.

## Slaný

### ZSJ Slaný-historické jádro
|  | Kategorie „City walls of Slaný “ na Wikimedia Commons | Hledat fotografie a kategorie ve Wikimedia Commons podle rejstříkového čísla památky | Nahrát snímek k tomuto tématu do úložiště Wikimedia Commons |  |

|  | Kategorie „Lions fountain in Slaný “ na Wikimedia Commons | Hledat fotografie a kategorie ve Wikimedia Commons podle rejstříkového čísla památky | Nahrát snímek k tomuto tématu do úložiště Wikimedia Commons |  |

|  | Kategorie „Nedvědovský dům “ na Wikimedia Commons | Hledat fotografie a kategorie ve Wikimedia Commons podle rejstříkového čísla památky | Nahrát snímek k tomuto tématu do úložiště Wikimedia Commons |  |

|  | Kategorie „Masarykovo náměstí čp. 8 (Slaný) “ na Wikimedia Commons | Hledat fotografie a kategorie ve Wikimedia Commons podle rejstříkového čísla památky | Nahrát snímek k tomuto tématu do úložiště Wikimedia Commons |  |

|  | Kategorie „Ungelt (Slaný) “ na Wikimedia Commons | Hledat fotografie a kategorie ve Wikimedia Commons podle rejstříkového čísla památky | Nahrát snímek k tomuto tématu do úložiště Wikimedia Commons |  |

|  | Kategorie „Town hall in Slaný “ na Wikimedia Commons | Hledat fotografie a kategorie ve Wikimedia Commons podle rejstříkového čísla památky | Nahrát snímek k tomuto tématu do úložiště Wikimedia Commons |  |

|  | Kategorie „Masarykovo náměstí čp. 2 (Slaný) “ na Wikimedia Commons | Hledat fotografie a kategorie ve Wikimedia Commons podle rejstříkového čísla památky | Nahrát snímek k tomuto tématu do úložiště Wikimedia Commons |  |

|  | Kategorie „Martinický dvůr (Slaný) “ na Wikimedia Commons | Hledat fotografie a kategorie ve Wikimedia Commons podle rejstříkového čísla památky | Nahrát snímek k tomuto tématu do úložiště Wikimedia Commons |  |

|  | Kategorie „Masnokrámská čp. 86 (Slaný) “ na Wikimedia Commons | Hledat fotografie a kategorie ve Wikimedia Commons podle rejstříkového čísla památky | Nahrát snímek k tomuto tématu do úložiště Wikimedia Commons |  |

|  | Kategorie „Dům U Libuše (Slaný) “ na Wikimedia Commons | Hledat fotografie a kategorie ve Wikimedia Commons podle rejstříkového čísla památky | Nahrát snímek k tomuto tématu do úložiště Wikimedia Commons |  |

|  | Kategorie „Hotel Pošta (Slaný) “ na Wikimedia Commons | Hledat fotografie a kategorie ve Wikimedia Commons podle rejstříkového čísla památky | Nahrát snímek k tomuto tématu do úložiště Wikimedia Commons |  |

|  | Kategorie „Piaristická kolej (Slaný) “ na Wikimedia Commons | Hledat fotografie a kategorie ve Wikimedia Commons podle rejstříkového čísla památky | Nahrát snímek k tomuto tématu do úložiště Wikimedia Commons |  |

|  | Kategorie „Synagogue in Slaný “ na Wikimedia Commons | Hledat fotografie a kategorie ve Wikimedia Commons podle rejstříkového čísla památky | Nahrát snímek k tomuto tématu do úložiště Wikimedia Commons |  |

|  | Kategorie „Church of Saint Gotthard (Slaný) “ na Wikimedia Commons | Hledat fotografie a kategorie ve Wikimedia Commons podle rejstříkového čísla památky | Nahrát snímek k tomuto tématu do úložiště Wikimedia Commons |  |

|  | Kategorie „Deanery in Slaný “ na Wikimedia Commons | Hledat fotografie a kategorie ve Wikimedia Commons podle rejstříkového čísla památky | Nahrát snímek k tomuto tématu do úložiště Wikimedia Commons |  |

|  | Kategorie „Modletický dům (Slaný) “ na Wikimedia Commons | Hledat fotografie a kategorie ve Wikimedia Commons podle rejstříkového čísla památky | Nahrát snímek k tomuto tématu do úložiště Wikimedia Commons |  |

|  | Kategorie „Vinařického čp. 12 (Slaný) “ na Wikimedia Commons | Hledat fotografie a kategorie ve Wikimedia Commons podle rejstříkového čísla památky | Nahrát snímek k tomuto tématu do úložiště Wikimedia Commons |  |

|  | Kategorie „Maňasovský dům (Slaný) “ na Wikimedia Commons | Hledat fotografie a kategorie ve Wikimedia Commons podle rejstříkového čísla památky | Nahrát snímek k tomuto tématu do úložiště Wikimedia Commons |  |

|  |  | Hledat fotografie a kategorie ve Wikimedia Commons podle rejstříkového čísla památky | Nahrát snímek k tomuto tématu do úložiště Wikimedia Commons |  |

|  | Kategorie „Soukenická čp. 53 (Slaný) “ na Wikimedia Commons | Hledat fotografie a kategorie ve Wikimedia Commons podle rejstříkového čísla památky | Nahrát snímek k tomuto tématu do úložiště Wikimedia Commons |  |

|  | Kategorie „Hospoda U Věnce (Slaný) “ na Wikimedia Commons | Hledat fotografie a kategorie ve Wikimedia Commons podle rejstříkového čísla památky | Nahrát snímek k tomuto tématu do úložiště Wikimedia Commons |  |

|  | Kategorie „Městská spořitelna (Slaný) “ na Wikimedia Commons | Hledat fotografie a kategorie ve Wikimedia Commons podle rejstříkového čísla památky | Nahrát snímek k tomuto tématu do úložiště Wikimedia Commons |  |

|  | Kategorie „Okresní dům (Slaný) “ na Wikimedia Commons | Hledat fotografie a kategorie ve Wikimedia Commons podle rejstříkového čísla památky | Nahrát snímek k tomuto tématu do úložiště Wikimedia Commons |  |

### ZSJ Žižkova
|  | Kategorie „Okresní hospodářská záložna (Slaný) “ na Wikimedia Commons | Hledat fotografie a kategorie ve Wikimedia Commons podle rejstříkového čísla památky | Nahrát snímek k tomuto tématu do úložiště Wikimedia Commons |  |

|  | Kategorie „Wiehlův dům (Slaný) “ na Wikimedia Commons | Hledat fotografie a kategorie ve Wikimedia Commons podle rejstříkového čísla památky | Nahrát snímek k tomuto tématu do úložiště Wikimedia Commons |  |

|  | Kategorie „Chapel-shrine in Smečenská street, Slaný “ na Wikimedia Commons | Hledat fotografie a kategorie ve Wikimedia Commons podle rejstříkového čísla památky | Nahrát snímek k tomuto tématu do úložiště Wikimedia Commons |  |

### ZSJ U plynárny
| Památka                                 | Fotografie        | Rejstříkové číslo v ÚSKP                                                             | Sídelní útvar                                               | Poloha                                                             | Popis a poznámky |
| --------------------------------------- | ----------------- | ------------------------------------------------------------------------------------ | ----------------------------------------------------------- | ------------------------------------------------------------------ | --- |
| Hospoda Třebízského čp. 163 (Q29398726) | \| \| \| \| \| \| | 26264/2-581 Pam. katalog MIS                                                         | Slaný                                                       | Třebízského 163/5, Pastýřská 50°13′54,74″ s. š., 14°4′57,14″ v. d. | Hospoda. Historicky hodnotná, bohatě architektonizovaná stavba. Původní zájezdní hostinec byl postavený před rokem 1840, ale s největší pravděpodobností v sobě obsahuje i starší stavební části. Převážná část hlavních konstrukcí je ovšem klasicistního původu. Hostinec sestává z členité hlavní budovy rozdělené, z pohledu z ulice, do dvou částí. Na část s hlavním podélně orientovaným uličním - v patře devítiosým - křídlem, na nějž navazují dvě dvorní křídla a na mírně převýšenou, rovněž patrovou část, situovanou vlevo od trojkřídlé budovy, opatřenou bohatě zdobenou historizující fasádou. Tato část hostince má jedno dvorní úzké patrové křídlo. Dvůr, do kterého se vstupuje širokým vjezdem umístěným na střed devítiosého průčelí, je vymezen křídlem navazujícím na obytnou část hostince, sloužícím původně jako konírny doplněné o obytné patro s pavlačí. Křídlo je umístěné vpravo z pohledu od hlavní budovy hostince. Protilehle k hostinci je umístěné přízemní, původně též hospodářské křídlo, z kterého vybíhá krátké přízemní křídlo navazující na bývalé konírny. Naproti křídlu s konírnami je kolmo ke dvoru situovaný dvoukřídlý přízemní utilitární objekt, sestávající z hlavní zděné části a krátkého dřevěného křídla, orientovaného podélně ke dvoru. Kolmo na zadní část tohoto objektu přiléhá výše zmíněné úzké patrové křídlo patřící k obytnému křídlu s historizující fasádou. V přízemí této části hostince se původně snad nacházela kuželkárna, patro mělo funkci přísálí. · Památkově chráněno od roku 1967. |
|                                         |                   | Hledat fotografie a kategorie ve Wikimedia Commons podle rejstříkového čísla památky | Nahrát snímek k tomuto tématu do úložiště Wikimedia Commons |                                                                    | |

### ZSJ U nemocnice
|  | Kategorie „Granary in Palackého street, Slaný “ na Wikimedia Commons | Hledat fotografie a kategorie ve Wikimedia Commons podle rejstříkového čísla památky | Nahrát snímek k tomuto tématu do úložiště Wikimedia Commons |  |

|  | Kategorie „Monastery in Slaný “ na Wikimedia Commons | Hledat fotografie a kategorie ve Wikimedia Commons podle rejstříkového čísla památky | Nahrát snímek k tomuto tématu do úložiště Wikimedia Commons |  |

|  | Kategorie „Jewish cemetery in Slaný “ na Wikimedia Commons | Hledat fotografie a kategorie ve Wikimedia Commons podle rejstříkového čísla památky | Nahrát snímek k tomuto tématu do úložiště Wikimedia Commons |  |

### ZSJ Háje
| Památka                            | Fotografie                                                            | Rejstříkové číslo v ÚSKP                                                             | Sídelní útvar                                               | Poloha                                                                              | Popis a poznámky |
| ---------------------------------- | --------------------------------------------------------------------- | ------------------------------------------------------------------------------------ | ----------------------------------------------------------- | ----------------------------------------------------------------------------------- | --- |
| Kostel svatého Václava (Q38095970) | \| \| \| \| \| \|                                                     | 23587/2-590 Pam. katalog MIS                                                         | Slaný                                                       | 1 km za městem při silnici na Velvary, st. 579 50°14′8,08″ s. š., 14°6′25,74″ v. d. | Kostel sv. Václava, pozůstatek někdejší osady Ovčáry. Jednolodní orientovaný kostel se sedmiboce ukončeným odsazeným kněžištěm a štítovým průčelím se zvoničkou. Pozdně gotická stavba byla v 16. století upravena a v 2. polovině 17. století rozšířena. Další opravy areálu, včetně bran, pocházejí z konce 19. století. - kostel, st. 579 - ohradní zeď s branou, pp. 1029 - schodiště, pp. 1870/2 · Památkově chráněno od roku 1967. |
|                                    | Kategorie „Church of Saint Wenceslaus (Ovčáry) “ na Wikimedia Commons | Hledat fotografie a kategorie ve Wikimedia Commons podle rejstříkového čísla památky | Nahrát snímek k tomuto tématu do úložiště Wikimedia Commons |                                                                                     | |

### ZSJ Pod Slánskou horou
|  | Kategorie „U Brodu čp. 348 (Slaný) “ na Wikimedia Commons | Hledat fotografie a kategorie ve Wikimedia Commons podle rejstříkového čísla památky | Nahrát snímek k tomuto tématu do úložiště Wikimedia Commons |  |

|  | Kategorie „Pod Horou čp. 319 (Slaný) “ na Wikimedia Commons | Hledat fotografie a kategorie ve Wikimedia Commons podle rejstříkového čísla památky | Nahrát snímek k tomuto tématu do úložiště Wikimedia Commons |  |

|  | Kategorie „Granary near Pražská 378 in Slaný “ na Wikimedia Commons | Hledat fotografie a kategorie ve Wikimedia Commons podle rejstříkového čísla památky | Nahrát snímek k tomuto tématu do úložiště Wikimedia Commons |  |

### ZSJ Na Slánské hoře
| Památka                           | Fotografie                                     | Rejstříkové číslo v ÚSKP                                                             | Sídelní útvar                                               | Poloha                                | Popis a poznámky |
| --------------------------------- | ---------------------------------------------- | ------------------------------------------------------------------------------------ | ----------------------------------------------------------- | ------------------------------------- | --- |
| Hradiště Slánská Hora (Q62026611) | \| \| \| \| \| \|                              | 14957/2-699 Pam. katalog MIS                                                         | Slaný                                                       | 50°13′52,91″ s. š., 14°5′40,17″ v. d. | Výšinné opevněné sídliště - hradiště Slánská Hora, archeologické stopy. Terénní pozůstatky hradiště z doby bronzové; doložen je obvodový val. Opevněné sídliště zaujímalo temeno Slánské hory, dnes situované na východní periferii města. V místě hradiště je doloženo osídlení od paleolitu po raný středověk. Opevněné výšinné sídliště z eneolitu patří do soustavy hradišť, které naznačují organizační strukturu v rámci řivnáčské kultury. Lichoběžníkovitá plošina na temeni hory byla osídlena již v eneolitu, kdy byl areál opevněn palisádou. Valy vznikly ve starší době bronzové. - st. 492, 493/1, 494, 495/1–2, 507, 508, 630, 2261–2266, 2498 (vše bez staveb), pp. 238/1–2, 751/1 (část), 751/8, 758, 759/1, 759/4, 761/1–2, 761/5, 761/8–9, 761/12, 772/1–3, 775/1–2, 775/4–21, 777/2, 782, 783, 786/1–2, 787, 791, 792, 795, 798/1–3, 799, 803/1, 803/3–4, 804/1–2, 805/1–7, 1935, 1936/1, 1936/3 · Památkově chráněno od roku 1967. |
|                                   | Kategorie „Slánská hora “ na Wikimedia Commons | Hledat fotografie a kategorie ve Wikimedia Commons podle rejstříkového čísla památky | Nahrát snímek k tomuto tématu do úložiště Wikimedia Commons |                                       | |

### ZSJ Těhule
|  | Kategorie „Holy Sepulchre chapel (Slaný) “ na Wikimedia Commons | Hledat fotografie a kategorie ve Wikimedia Commons podle rejstříkového čísla památky | Nahrát snímek k tomuto tématu do úložiště Wikimedia Commons |  |

|  |  | Hledat fotografie a kategorie ve Wikimedia Commons podle rejstříkového čísla památky | Nahrát snímek k tomuto tématu do úložiště Wikimedia Commons |  |

## Kvíček
| Památka                                       | Fotografie                                               | Rejstříkové číslo v ÚSKP                                                             | Sídelní útvar                                               | Poloha                                                      | Popis a poznámky |
| --------------------------------------------- | -------------------------------------------------------- | ------------------------------------------------------------------------------------ | ----------------------------------------------------------- | ----------------------------------------------------------- | --- |
| Vila továrníka Ferdinanda Přibyla (Q52313350) | \| \| \| \| \| \|                                        | 106313 Pam. katalog MIS                                                              | Kvíček                                                      | K. H. Borovského 37/2 50°13′26,67″ s. š., 14°4′45,13″ v. d. | Jednopatrová vila nepravidelného a velmi členitého půdorysu je spolu s parkem součástí areálu obehnaného ohradní zdí s branami, vzniklého v letech 1939–1940 snad podle projektu Vilibalda Hiekeho. Vila je charakteristická svými romantizujícími prvky. - vila; jednopatrová vila nepravidelného a velmi členitého půdorysu charakteristická svými historizujícími prvky. Raritní stavba z roku 1940, připomínající vnitřní průčelím styl anglických „cottoges“ - park; původně romanticko-krajinářský park s hodnotnými dřevinami podle projektu dosud neznámého architekta. Do dnešní doby se dochovaly jen fragmenty – část akvaduktu, umělé jezírko, romantizující sklepy a novodobě upravený bazén. Památkově chráněna je část parku (parcely č. 337/9, 337/10 a 341/3). - oplocení s dvěma branami, jehož dominantním stavebním prvkem jsou pravidelně tesané mohutné kameny, bylo součástí jednotné architektonické koncepce nejen areálu vily a přádelny, ale také navazující kolonie zaměstnaneckých domů. Poznámka: Památkový katalog uvádí čp. 74, které v části Kvíček není registrováno. Památkově chráněno od 22. listopadu 2018. |
|                                               | Kategorie „Villa Ferdinand Přibyl “ na Wikimedia Commons | Hledat fotografie a kategorie ve Wikimedia Commons podle rejstříkového čísla památky | Nahrát snímek k tomuto tématu do úložiště Wikimedia Commons |                                                             | |

## Lotouš
|  | Kategorie „Lotouš 28 “ na Wikimedia Commons | Hledat fotografie a kategorie ve Wikimedia Commons podle rejstříkového čísla památky | Nahrát snímek k tomuto tématu do úložiště Wikimedia Commons |  |

|  | Kategorie „Chapel (Lotouš) “ na Wikimedia Commons | Hledat fotografie a kategorie ve Wikimedia Commons podle rejstříkového čísla památky | Nahrát snímek k tomuto tématu do úložiště Wikimedia Commons |  |

## Trpoměchy
| Památka                   | Fotografie        | Rejstříkové číslo v ÚSKP                                                             | Sídelní útvar                                               | Poloha | Popis a poznámky |
| ------------------------- | ----------------- | ------------------------------------------------------------------------------------ | ----------------------------------------------------------- | --- | --- |
| Loskotův kříž (Q38149442) | \| \| \| \| \| \| | 16348/2-587 Pam. katalog MIS                                                         | Trpoměchy                                                   | po pravé straně staré silnice ze Slaného do Třebíze, asi 500 m (380 m) za odbočkou na Trpoměchy 50°14′32,45″ s. š., 14°3′26,71″ v. d. | Smírčí kříž. Pískovcová stéla s reliéfem kříže, nápisem „ZDE VZAL SVÉ KONCE GIRZI LOSKOT.“ a datováním 1753 na průčelní straně. Byla v nezjištěné době odcizena, policie případ k 20. 4. 2007 odložila. · Poznámka: Parcelní číslo není v MonumNetu uvedeno. MonumNet uvádí umístění „u silnice do Písku“. · Památkově chráněno od roku 1967. |
|                           |                   | Hledat fotografie a kategorie ve Wikimedia Commons podle rejstříkového čísla památky | Nahrát snímek k tomuto tématu do úložiště Wikimedia Commons | | |

## Otruby
| Památka                                   | Fotografie                                                                            | Rejstříkové číslo v ÚSKP                                                             | Sídelní útvar                                               | Poloha                                       | Popis a poznámky |
| ----------------------------------------- | ------------------------------------------------------------------------------------- | ------------------------------------------------------------------------------------ | ----------------------------------------------------------- | -------------------------------------------- | --- |
| Kostel svatého Jakuba Většího (Q38044908) | \| \| \| \| \| \|                                                                     | 16083/2-4072 Pam. katalog MIS                                                        | Otruby                                                      | st. 20 50°14′54,19″ s. š., 14°4′32,14″ v. d. | Kostel sv. Jakuba Většího. Jednolodní přibližně orientovaný kostel s polygonálním, mírně odsazeným, kněžištěm a sanktusní věžičkou vyrůstajícím ze střechy; areál vymezený ohradní zdí. Původně gotická stavba byla upravena na konci 18. století a novogoticky podle plánů Achille Wolfa. Areál kostela se nachází na návrší v severní části osady Lidický Dvůr, která leží přibližně 1 km jihozápadně od Otrub. Kostel stojí uprostřed hřbitova vymezeného ohradní zdí. K pilířové vstupní brance situované v jihozápadní části ohradní zdi vede přímé schodiště. - kostel, st. 20 - schodiště, pp. 117/2 - ohradní zeď s brankou, pp. 118 Památkově chráněno od 17. prosince 1987. |
|                                           | Kategorie „Church of Saint James the Greater in Otruby (Slaný) “ na Wikimedia Commons | Hledat fotografie a kategorie ve Wikimedia Commons podle rejstříkového čísla památky | Nahrát snímek k tomuto tématu do úložiště Wikimedia Commons |                                              | |

## Želevčice
|  |  | Hledat fotografie a kategorie ve Wikimedia Commons podle rejstříkového čísla památky | Nahrát snímek k tomuto tématu do úložiště Wikimedia Commons |  |

|  |  | Hledat fotografie a kategorie ve Wikimedia Commons podle rejstříkového čísla památky | Nahrát snímek k tomuto tématu do úložiště Wikimedia Commons |  |

## Dolín
| Památka                                  | Fotografie                                                                 | Rejstříkové číslo v ÚSKP                                                             | Sídelní útvar                                               | Poloha                                                   | Popis a poznámky |
| ---------------------------------------- | -------------------------------------------------------------------------- | ------------------------------------------------------------------------------------ | ----------------------------------------------------------- | -------------------------------------------------------- | --- |
| Kostel svatých Šimona a Judy (Q37179162) | \| \| \| \| \| \|                                                          | 21936/2-486 Pam. katalog MIS                                                         | Dolín                                                       | střed vsi, st. 14/1 50°15′9,28″ s. š., 14°6′53,85″ v. d. | Kostel sv. Šimona a Judy. Neogotický jednolodní kostel (prostor vymezen ohradní zdí s márnicí) s polygonálně ukončeným kněžištěm a hranolovou věží ve hmotě osy stavby. V jádře středověká stavba, byla na počátku 20. století rozšířena. Secesní výmalba provedena podle návrhu K. V. Maška. · Památkově chráněno od roku 1967. |
|                                          | Kategorie „Church of Saints Simon and Jude in Dolín “ na Wikimedia Commons | Hledat fotografie a kategorie ve Wikimedia Commons podle rejstříkového čísla památky | Nahrát snímek k tomuto tématu do úložiště Wikimedia Commons |                                                          | |